# Opsarius pulchellus
Opsarius pulchellus är en fiskart som först beskrevs av Smith, 1931.  Opsarius pulchellus ingår i släktet Opsarius och familjen karpfiskar. IUCN kategoriserar arten globalt som livskraftig. Inga underarter finns listade i Catalogue of Life.